# Rue du Contrat-Social (Paris)
Pour les articles homonymes, voir Rue du Contrat-Social.
La rue du Contrat-Social, est une ancienne voie de Paris qui était située dans l'ancien 3e arrondissement. Ouverte en 1786, elle pris d'abord le nom de rue de Calonne avant d'être renommée pendant la Révolution rue de La Fayette puis rue du Contrat-Social. Elle a disparu en 1855 lors du réaménagement des halles centrales, dans le cadre des travaux de transformations de Paris sous le Second Empire.

## Situation
Située dans l'ancien 3e arrondissement, quartier Saint-Eustache, la rue du Contrat-Social, d'une longueur de 58 mètres, commençait aux nos 23-25 rue de la Tonnellerie et se terminait aux nos 12-14 rue des Prouvaires.

Les numéros de la rue étaient rouges. Le dernier numéro impair était le no 7, et le dernier numéro pair était le no 8.

## Origine du nom
Ce nom rappelle un des ouvrages de Jean-Jacques Rousseau : Du contrat social.

## Historique
Cette voie publique est percée en 1786, conformément à un arrêt du Conseil du 16 septembre 1785. Cette rue porta d'abord le nom de « rue de Calonne » du nom de Charles-Alexandre de Calonne qui était alors ministre des finances.
En 1792, on lui donna le nom de « rue de La Fayette », en l'honneur du général Lafayette, avant de prendre quelque temps après celui de « rue du Contrat-Social ».
En vertu d'une ordonnance royale du 17 janvier 1847 et d'un décret du Président de la République, Louis Napoléon Bonaparte, du 10 mars 1852, la rue du Contrat-Social est supprimée pour la formation des Halles centrales et de leurs abords et absorbée par la rue Berger.

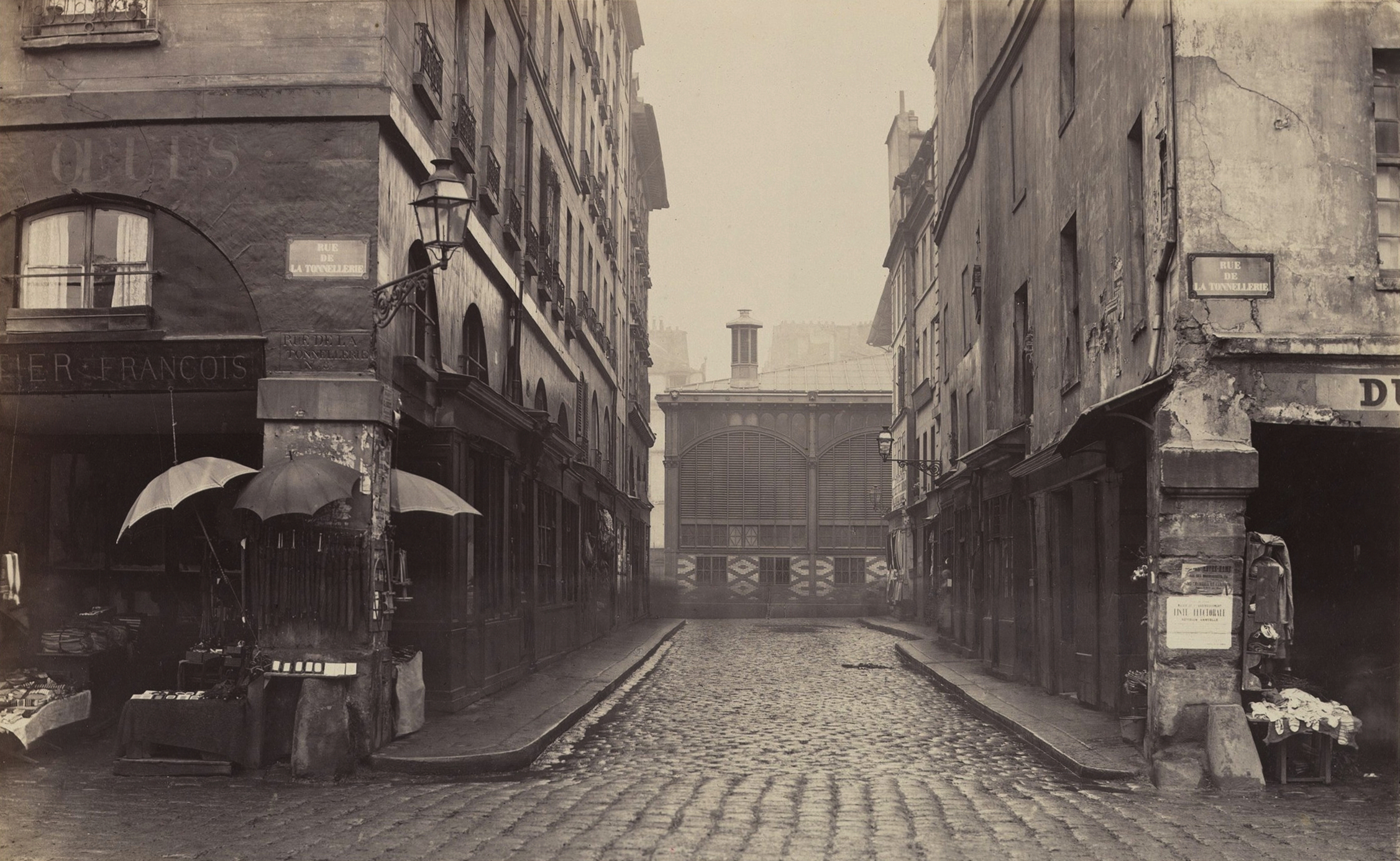
Charles Marville : la rue du Contrat-Social vue de la rue de la Tonnellerie.